# دوندينو
جواو راموس دو ناسيمنتو (بالبرتغالية: João Ramos do Nascimento؛ 2 أكتوبر 1917 – 16 نوفمبر 1996)، الملقب بـ دوندينو (بالبرتغالية: Dondinho‏)، كان لاعب كرة قدم برازيلي لعب في مركز المهاجم الصريح. كان والد ومعلم ومدرب لاعب كرة القدم البرازيلي بيليه. خلال مسيرته الكروية، لعب دوندينو لعدد من الأندية الصغيرة وأتيحت له ذات مرة فرصة اللعب لأتلتيكو مينيرو.

## وصلات خارجية
- دوندينو على موقع IMDb (الإنجليزية)
- دوندينو على موقع قاعدة بيانات كرة القدم.إي يو (الإنجليزية)